# Robert Pohl (Schriftsteller)
Robert Pohl (* 15. März 1850 in Prag; † 8. März 1926 in Meran, Südtirol) war ein österreichischer Schriftsteller.

## Leben
Pohl besuchte nach Abschluss der Realschule die Handelsakademie in Dresden. Seine literarische Tätigkeit begann er in den 1880er Jahren. Zunächst verfasste er humoristische Texte für Zeitungsfeuilletons, später wandte er sich der Bühne zu und schrieb seit den 1890er Jahren mehr als zwei Dutzend Schwänke, Possen, Lustspiele und Libretti für Operetten, oft in Zusammenarbeit mit anderen Autoren des populären Genres.
Pohl lebte als freier Schriftsteller in Meran.

## Werke
Bühnenwerke:
- 1888: Die Sonnenfinsterniß. Lustspiel in einem Aufzuge.
- 1893: Incognito. Schwank in 3 Acten. Mit Rudolf Heinrich Greinz. (UA: 17. Februar 1895 in Frankfurt/Oder)
- 1894: Mamsell’ Cerevis. Operette in drei Akten. Libretto mit Richard Genée (Bearbeitung des französischen Librettos Mam’zelle Carabin von Fabrice Carré). Musik von Émile Pessard.
- 1895: Elektrisch. Posse in einem Akt. (UA: 23. Februar 1895 in Prag)
- 1895: Monsieur Filou. Schwank in einem Akt.
- 1895: Servus. Farce in einem Akt.
- 1897: Die fliegende Holländerin. Schwank in 3 Aufzügen. (nach Charles Bossu)
- 1898: Der Bernhardiner. Lustspiel nach „Terre-Neuve“ von Bisson & Hennequin. Mit Paul Hirschberger.
- 1899: Jadwiga. Operette in drei Akten. Libretto mit Paul Hirschberger (frei nach Scribe). Musik von Rudolf Dellinger.
- 1900: Rohrpostbriefe. Schwank mit Curt Kraatz.
- 1902: Der neue Bürgermeister. Operette in 3 Akten. Libretto mit Ernst Gettke. Musik von Heinrich Berté.
- 1903: Er kann nicht untreu werden. Schwank mit Otto Eisenschitz.
- 1904: Die Marketenderin. Operette in 3 Akten nach einem französischen Stoffe. Libretto mit Wilhelm Ascher. Musik von Friedrich Korolanyi.
- 1904: Der Stadtregent. Libretto mit Ernst Gettke. Musik von Heinrich Berté.
- 1905: Der Polizeichef. Operette in 3 Akten. Libretto mit Julius Horst. Musik von Josef Bayer.
- 1906: Unser Theodor. Vaudeville-Operette in 3 Akten. Libretto mit Wilhelm Ascher. Musik von Josef Manas.
- 1906: Mutzi. Operette in 3 Akten. Libretto mit Julius Wilhelm. Musik von Joseph Hellmesberger.
- 1906: Freie Ehe. Schwank in 3 Akten. Mit Bela Jenbach.
- 1907: Spitzbub & Cie. Operette in 3 Akten. Libretto mit Wilhelm Ascher (nach Meilhac und Halévy). Musik von Josef Bayer. (UA: 5. Juli 1907 in Wien)
- 1907: Madame Troubadour. Vaudeville-Operette in drei Akten. Libretto mit Bela Jenbach. Musik von Felix Albini.
- 1909: Die Liebesschule. Operette in 3 Akten. Libretto mit Bela Jenbach. Musik von Friedrich Korolanyi.
- 1911: Der heilige Antonius. Burleske-Operette in 3 Akten. Libretto mit Bruno Decker (nach einer Idee von Ad. Murard). Musik von Siegfried Nicklaß-Kempner.
- 1911: Wenn Männer schwindeln … ! Musikalischer Schwank in 3 Akten. Libretto mit Bruno Decker (nach einem Motiv von Fritz Friedmann-Frederich). Musik von Walter W. Gretze.
- 1913: Die Nordseekrabbe. Vaudeville in 3 Akten. Libretto mit Bruno Decker. Musik von Gustav Wanda.
- 1915: Der dumme August. Operette in 3 Akten. Libretto mit Bruno Decker. Musik von Rudi Gfaller.
- 1916: Der Mann ohne Vergangenheit. Schwank mit Musik in 3 Akten. Libretto mit Bruno Decker. Musik von Ludwig Friedmann.
- 1917: Der Mann seiner Frau. Operette in 3 Akten. Libretto mit Bruno Decker. Musik von Rudi Gfaller.
- 1920: Der glückliche Kiebitz. Operette in 3 Akten. Libretto mit Bruno Decker. Musik von Rudi Gfaller.
- 1920: Der Schwan von Siam. Romantisch-burleske Operette in 3 Akten. Libretto mit Bruno Decker. Musik von Victor Hollaender.
- 1921: Onkel Muz. Volksstück mit Gesang in 3 Akten. Libretto mit Bruno Decker. Musik von Jean Gilbert.

weitere Veröffentlichungen:
- Peppi’s Soldat und andere heitere Bilder und Geschichten. Reclam, Leipzig 1893 (= Universal-Bibliothek Bd. 3129).
- (Hrsg.) Grundsteine zum Meraner Theaterbau. Gespendet von deutschen Dichtern u. Schriftstellern. Ellmenreich, Meran 1895.